# Danau Pinang
Danau Pinang is een bestuurslaag in het regentschap Aceh Singkil van de provincie Atjeh, Indonesië. Danau Pinang telt 340 inwoners (volkstelling 2010).